# Estación Plaza El Amate
La Plaza El Amate, es una estación del servicio de Transmetro que opera entre la Ciudad de Guatemala y Villa Nueva.
Está ubicada sobre la 4a. Avenida y 18 Calle de la Zona 1 frente al Comercial El Amate.
- Datos: Q21002823